# 가스통 바슐라르
가스통 루이 피에르 바슐라르(Gaston Louis Pierre Bachelard)는 1884년 6월 27일 바르쉬로브에서 태어나 1962년 10월 16일 파리에서 사망한 프랑스의 철학자로, 과학, 시, 교육, 시간에 관한 철학을 연구했다. 과학기술사연구소(IHST)의 소장이었던 바슐라르는 프랑스의 역사적 인식론 학파를 대표하는 주요 학자 중 하나이다.
저명한 인식론 학자로서, 바슐라르는 《과학적 정신의 형성》에서 19세기 말과 20세기 초 물리학과 화학에서 이뤄진 위대한 과학적 발견에 관한 미지의 방향을 개척했다.
가스통 바슐라르는 선험적 개념들로 구성되는 과학적 앎에서 생기는 장애를 파악하고 분석하고자 인식론적 장애라는 개념을 도입했는데, 선험적 개념들이란 지적, 은유적, 심리적 본성을 지니고 연구자와 학생의 정신을 사로잡으며, 현상적 앎에로 나아가는 것을 방해하는 선재하는 것들과 연관된 것이다. 《무의 철학》에서 바슐라르는 주체의 경험에 따라 이러한 장애들이 다르다고 여기기에 "인식론적 측면"이라는 보충적인 개념을 제시하는데, 본인의 개인적인 측면에서 근거를 찾길 꺼리지 않으며, 이 개념을 논리학, 물리학, 화학, 또는 수학에서 생기는 예시에 적용한다. 
바슐라르는 창조의 관점에서 철학적 접근과 상상력의 문학적 접근을 변혁했다. 바슐라르는 시인과 작가(그 중에서도 로트레아몽, 에드거 앨런 포, 노발리스, 앙리 보스코), 화가(마르크 샤갈, 클로드 모네, 장 레볼), 조각가와 판화가(루이 마르쿠시, 알베르 플로콩), 상징주의와 연금술에 관심을 지녔다.
바슐라르는 문학과 과학 사이의 관계, 즉 상상계와 합리성 사이의 관계를 검토했다. 이것들은 대립적일수도, 보완적일수도 있다. 강력한 감정적 능력에 대한 이미지는 과학자에게 환상들을 불러온다(예컨대 불의 이미지가 전기에 대한 앎을 막는 것처럼). 그러나 동일한 이 이미지는 문학에서 예기치 못한 과다한 시적 효과를 일으킨다. 그것의 매력적인 힘은 매우 중요하다(예컨대 노발리스와 횔덜린에게 있어서 불의 이미지처럼). 시적 몽상은 현실의 것과 밀접하게 "교감하는" 한편, 과학적 접근은 "상극"이다. 과학적 접근은 현실의 정서적 부담과는 거리를 둔다.
창조와 발견에 대한 새 길에 대한 자신의 주목과 일관적으로, 바슐라르는 베르그손 철학과의 비판적 대화에서, 다른 것들과는 독립적인, 순간들로 구성되는 비연속적인 시간을 구상했는데, 이는 친구 가스통 루프넬의 《실로에》에 기반한 것이다.

## 생애와 저작
바슐라르는 프랑스 바르 쉬르 오브의 우체국 직원으로 근무한 다음, 물리학을 전공한 뒤 철학을 연구하였다. 바슐라르는 1930년에서 1940년까지 디종 대학교의 교수를 거친 뒤 파리 대학교(소르본 대학교)에서 과학사와 과학철학을 강의하였다.
새로운 과학적 정신(Le nouvel esprit scientifique,1934)이나 과학적 정신의 형성(La formation de l'esprit scientifique)과 같은 바슐라르의 과학철학과 과학사에 대한 연구들은 - 과학적 정신에 대한 정신분석의 한 종류로, 더 자세히 말하자면 과학의 발전에서 심리적 요인으로서의 - 역사적 인식론에 대한 그의 관찰에 근거한다. 예를 들어 바슐라르는 하이젠베르크의 《《양자론의 물리학적 원리》》 1장을 사례로 들어 광입자설과 빛의 파동설을 각각의 이론을 보완하면서 다 같이 옹호한다. (새로운 과학적 정신, 4장) 바슐라르는 한 이론이 다른 입장에서 장점을 취해 내재하는 결점을 보완할 수 있는 과학에서 심리학적 교육의 중요성에 대한 우수한 사례가 필요하다고 주장했다.
바슐라르는 인식론적 장애(obstacle épistémologique)라는 개념을 만들어 어떻게 과학적 진보가 지적 형태의 특정 유형에 의해 저지되는지 논증한다. 인식론의 한가지 목표는 과학에서의 과학자들이 장애를 극복하고 지식으로 나아가게 하기 위하여 지적 형태를 명확하게 만드는 것이다.
바슐라르는 오귀스트 콩트의 과학을 연속적인 진보로 보는 — 상대성이론과 같은 과학사의 불연속적인 특징을 보여주는 과학적 진보에 의해 대체된 — 실증주의에 반대한다. 바슐라르는 과학사에 대한 저작에서 "인식론적 단절"의 개념에 따라 지식 발전의 불연속성을 강조했다. — "인식론적 단절"의 용어는 바슐라르는 거의 쓰지 않았으나, 알튀세르를 통해 유명해진다. 이런 이유로 그는 과학사에 대한 연속적인 관점을 지지한 에밀 메이에르송에 대해 비판한다.
바슐라르는 새로운 이론들이 새 패러다임 안에서 개념들의 의미를 바꾸면서 낡은 이론들과 통합하는 것을 보여주었다. (예를 들어 뉴턴과 아인슈타인 이론의 두가지 다른 의미의 질량의 개념) 이렇게 비유클리드 기하학이 유클리드 기하학과 모순되지 않으며 큰 테두리 안에서 통합된다.
데카르트적 인식을 가진 합리주의자로서 (비록 그가 "비데카르트적 인식론"의 경향이 있지만 새로운 이론으로서 데카르트적 인식론의 뒤를 잇는다. - "새로운 과학적 정신", 결론 부분) 바슐라르는 일반적 지식에 대해 "과학적 지식"을 대치시키고, 오류는 단지 부정성이거나 착각이라고 여겼다. (과학적으로, 우리는 진실을 긴 오류의 역사적 교정이라고 생각하고, 우리는 경험을 공통적이고 근원적인 착각(illusion première)의 교정이라고 생각한다.)
인식론의 역할은 개념의 (과학적) 제시의 역사를 보여주는 것으로, 이 개념들은 단지 이론적 제안만이 하는 것이 아니다. 이 개념들은 추상적이면서 구체적인 양면을 가지고 있으며, 기술적이며 교육학적인 활동을 퍼뜨린다. 이것은 왜 전구는 추상적-구체적 대상의 한 예로써 과학적 사고의 대상인지 설명해 준다. 인식론이 작동하는 원리를 알기 위해서는 과학적 지식을 거쳐 지나가야 한다. 인식론은 과학적 추리를 정당화하는 것을 목표로 하는 일반적인 철학이 아니다. 대신에 인식론은 과학사의 한 부분을 제시해 준다.
바슐라르는 합리성과 비합리성 사이의 이중성에 반대하였다. 예를 들어 확률론은 합리성을 심화시켜 현실을 복잡하게 하는 또 다른 길이다. (켈빈 경 같은 사람이 어느 정도 비합리적이라는 것을 발견했더라도) "새로운 과학정신"에서 그의 주된 명제 중 하나는 근대 과학이 과정 철학으로 흡수될 수 있는 "관계의 존재론"으로 사물의 고전적 존재론을 교체했다는 것이다. 예를 들어 그에 따르면 물질과 광선의 물리적 개념은 물체와 운동에 대한 형이상학적 개념과 일치한다. 그러나 두 개념이 별개이고 물체가 존재론적으로 실제한다고 생각한 고전 철학에 반하여, 근대 과학은 광선과 물질을 구별하지 못한다. 정확하게 보면 고전적 인식론에 따른 인식의 상태인 고정된 물체를 검사하는 것은 불가능하다. (아리스토텔레스와 플라톤의 인식론에 따라 인식하는 것이 불가능해진다.)
비데카르트적 인식론에서 데카르트주의에서의 "단순실체"는 존재하지 않고, 이론과 실험에 의해 만들어지고 계속하여 개선되는 복잡한 대상만이 존재한다. (VI, 4) 직관은 원초적이지 않고, 만들어진다. (VI,2). 이 주제는 바슐라르를 구성주의 인식론의 한 부류를 지지하게 한다.
바슐라르의 작업들은 인식론 외에도 시, 꿈, 정신분석, 상상 등의 많은 논제를 다룬다. 불의 정신분석(1938년)과 공간의 시학(1958년)은 그의 저작들 중에 유명한 것이다.

## 유산
토머스 새뮤얼 쿤은 알렉상드르 쿠아레에 의해 새로이 재해석되는 바슐라르의 "인식론적 단절"(coupure 또는 rupture épistémologique)의 개념을 사용하여 그의 패러다임의 전환 이론을 제시하였다. 알튀세르, 조르주 캉길렘(소르본에서의 그의 계승자)과 미셸 푸코 역시 바슐라르의 인식론에 의지한다.
바슐라르의 딸인 수잔은 에드문트 후설의 Formale und transzendentale Logik을 프랑스어로 번역하였다.

## 저서
- 1932년: L'intuition de l'instant
  - 《순간의 미학》, 이가림 옮김, 2002 ISBN 89-7466-325-2
- 1934년: Le nouvel esprit scientifique ISBN 2-13-044374-5
  - 《새로운 과학정신》, 김용선 옮김, 1990
- 1938년: La formation de l'esprit scientifique ISBN 2-7116-1150-7
- 1938년: La psychanalyse du feu
  - 《불의 정신분석》, 김병욱 옮김, 2007 ISBN 978-89-6147-104-6ISBN 978-89-87350-26-4
- 1940년: La philosophie du non ISBN 2-13-052578-4
  - 《부정의 철학》, 김용선 옮김, 1996 ISBN 89-7418-517-2
- 1942년: L'eau et les rêves ISBN 2-253-06099-2
  - 《물과 꿈》, 이가림 옮김, 1993 ISBN 89-310-0045-6
- 1943년: L'air et les songes
  - 《공기와 꿈》, 정영란 옮김, 2000 ISBN 89-87350-27-4ISBN 89-87350-26-6
- 1947년: La terre et les rêveries du repos ISBN 2-7143-0299-8
  - 《대지 그리고 휴식의 몽상》, 정영란 옮김, 2002 ISBN 89-8281-588-0
- 1947년: La terre et les rêveries de la volont
  - 《대지와 의지의 몽상》, 민회식 옮김, 1978
- 1958년: La poétique de l'espace  English translation ISBN 0-8070-6473-4
  - 《공간의 시학》, 곽광수 옮김, 2003 ISBN 89-8038-198-0ISBN 89-8038-000-3
- 1960년: La poétique de la rêverie (extract)
  - 《몽상의 시학》, 김현 옮김, 1978 / 김웅권 옮김, 2007 ISBN 978-89-8038-608-6
- 1961년: La flamme d'une chandelle ISBN 2-13-053901-7
  - 《촛불의 미학》, 이가림 옮김, 1975